# Urban von Feilitzen
Olof Otto Urban von Feilitzen (ur. 23 maja 1834 w Vargsäter, zm. 14 września 1913 w Lövingsborg) – szwedzki eseista i krytyk, działający pod pseudonimem Robinson.  

## Życiorys
Urban von Feilitzen urodził się 23 maja 1834 roku w miejscowości Vargsäter (parafia Skeda, region Östergötland w Szwecji). Razem z rodzeństwem: Carlem, Beatą, Wilhelminą, Hedvigą i Evą wychowywali się na wsi. W autobiograficznych wspomnieniach Urbana A Life Trial jego ojciec, Gottfried von Feilitzen, jawi się jako osoba praktyczna, z dużym poczuciem humoru. Matkę, Elisabeth von Feilitzen, wspomina z dużym szacunkiem, żałując jednocześnie, że surowość jej wychowania stłumiła w nim spontaniczność i pewność siebie. Dzieciństwo wspomina jako szczęśliwe.  
Feilitzen już jako dziecko wykazywał duże zainteresowanie naukami humanistycznymi, ale musiał kultywować tradycje rodzinne i już w 1853 roku otrzymał tytuł oficera.   
W wojsku poznał Pehra Lindblada, który przedstawił go swojemu ojcu i siostrze, z którą kilka lat później wziął ślub. W trakcie służby inspirował się głównie twórczością Szekspira i Dickensa. W połowie lat pięćdziesiątych XX wieku duży wpływ na jego życie miała również twórczość Kierkegaarda. Pod wpływem jego poezji i strachu przed małżeństwem myślał nawet o zerwaniu zaręczyn z Lotten Lindblad, które miały miejsce w 1857 roku. Pokonał jednak swoje lęki i spalił literaturę Kierkegaarda. W 1958 roku kupił nieruchomość w Löfvingsborg w Östergötland, gdzie zamieszkał wraz z narzeczoną, swój czas dzieląc pomiędzy służbą wojskową, rolnictwem i realizowaniem swojej pasji literackiej. W 1859 roku wziął ślub z Lotten von Feilitzen, córką znanego szwedzkiego kompozytora, Adolfa Fredrika Lindblada, z którą miał czwórkę dzieci: Pehra Claesa Urbana, Annę Charlottę (znaną pianistkę), Emmę Marię i Adolfa Gottfrida.   
W 1864 roku do Lövingsborg przenieśli się jego teściowie. Lotten była ukochanym dzieckiem Adolfa Lindblada, przez co od czasu ich przeprowadzki do Lövingsborg swój wolny czas w znacznej mierze poświęcała ojcu oraz ich wspólnym interesom muzycznym. To doprowadziło Urbana do poczucia osamotnienia i odsunięcia.   
Urban aktywnie uczestniczył w życiu lokalnej społeczności. Z wielkim zaangażowaniem czytał wieczorami starszą i nowszą literaturę. Nauczył się, że czytanie na głos jest najlepszą metodą na zbadanie wartości książki. Swoim gospodarstwem nie kierował osobiście, dzięki czemu miał mnóstwo czasu na medytację i studia. Pisał wiersze, dysertacje religijne, wygłaszał tezy do szwagra, który był księdzem. W wierszu "Nattviolen", skomponowanym przez Lindblada, starał się zinterpretować naturę swojej istoty za pomocą elementu światła i ciemności.    
Urban von Feilitzen interesował się głównie literaturą anglosaską. Duży wpływ na jego twórczość i postrzeganie świata miała wojna francusko-niemiecka i komuna paryska. W wieku 40 lat, działając pod pseudonimem Robinson, po raz pierwszy objawił się jako pisarz, tworząc subtelną nowelę o małżeństwie pt. Erik Werner. Wydał również trudną do odczytania, lecz głęboką i wartościową powieść pt. "Protestantismens Maria-kult", w której porusza temat emancypacji kobiet oraz nierówności między prawami mężczyzn i kobiet. Książka stała się bardzo ważna dla Ellen Key, która przez długi czas była zaufaną przyjaciółką Urbana. Wiele z jego przemyśleń można znaleźć w jej książce "Missbrukad kvinnokraft".   
Długa i intensywna wymiana listów oraz wspólne poglądy przerodziły się w romans pomiędzy Urbanem a Ellen. Związek ten był w dużej mierze podtrzymywany przez ogromną liczbę listów wymienianych między stronami. Kiedy Ellen Key wystraszyła się, że związek może się wydać, spaliła większość listów dotyczących ich miłości. Pozostało tylko kilka i znajdują się teraz w Bibliotece Królewskiej. Mirjam Tapper opracowała i przepisała ich listy i przy ich pomocy próbowała zrekonstruować tę historię miłosną. Reprodukcję listów umieściła w swojej książce "Ellen Key och Urban von Feilitzen - en kärlekshistoria per brev". Ostatecznie ze względu na swoją żonę, Urban musiał zakończyć romans z Ellen.  
Dzięki powieści "Ibsen och äktenskapsfrågan" wydanej w 1882 roku zdobył autorytet jako czołowy krytyk lat osiemdziesiątych. Jego krytyka charakteryzowała się wysokim idealizmem, poetycko była jednak ciężka do przyswojenia przez czytelnika.